# Norte-Sul Paulistano
Norte-Sul Paulistano é como é chamado, por alguns torcedores tricolores e rubro-verdes, o clássico entre São Paulo e Portuguesa. O nome deriva do fato de o São Paulo ter sua localização próximo à Zona Sul de São Paulo, no bairro do Morumbi, e a Portuguesa ter a sua próximo à Zona Norte, no bairro do Canindé. Oficialmente, o Morumbi está localizado na Zona Oeste paulistana e o Canindé, na Zona Central paulistana. Também conhecido como Clássico do Canindé, em razão de o terreno que hoje pertence à portuguesa e que abriga o estádio do Canindé, anteriormente, pertencer ao São Paulo FC e que abrigava o centro de treinamentos do clube, nas décadas de 1940 e 1950.  

## Estatísticas
Geral
- Jogos: 249
- Vitórias da Portuguesa: 63
- Vitórias do São Paulo: 122
- Empates: 64
- Gols da Portuguesa: 281
- Gols do São Paulo: 423

Em Campeonatos Brasileiros
- Jogos: 31
- Vitórias da Portuguesa: 11
- Vitórias do São Paulo: 14
- Empates: 6
- Gols da Portuguesa: 34
- Gols do São Paulo: 37

No Canindé
- Jogos: 36
- Vitórias da Portuguesa: 8
- Vitórias do São Paulo: 17
- Empates: 11
- Gols da Portuguesa: 38
- Gols do São Paulo: 62

No Morumbi
- Jogos: 68
- Vitórias do São Paulo: 39
- Empates: 17
- Vitórias da Portuguesa: 12

Último jogo
- Portuguesa 1–2 São Paulo – Pacaembu, Campeonato Paulista de 2025 (29 de Janeiro de 2025)

Primeiro jogo
- Portuguesa 1–1 São Paulo — Campo da Rua Cesário Ramalho (Cambuci), Campeonato Paulista de 1930 (6 de abril de 1930)

### Maiores goleadas
- São Paulo 6–0 Portuguesa — Morumbi, Campeonato Paulista (6 de dezembro de 1961).
- Portuguesa 7–2 São Paulo — Estádio do Pacaembu, Campeonato Brasileiro (20 de setembro de 1998).

## Maiores públicos
- Exceto onde constam informações dos públicos presentes e pagantes, os outros referem-se aos pagantes.

1. Portuguesa 1–2 São Paulo, 106 315, 22 de dezembro de 1985, Morumbi, Campeonato Paulista (99 025 pagantes).
2. Portuguesa 1–3 São Paulo, 87 602, 15 de dezembro de 1985, Morumbi, Campeonato Paulista.
3. São Paulo 1–1 Portuguesa, 78 239, 27 de julho de 1975, Morumbi, Campeonato Paulista.[3]
4. Portuguesa 1–0 São Paulo, 57 137, 17 de agosto de 1975, Morumbi, Campeonato Paulista.
5. Portuguesa 1–2 São Paulo, 50 802, 2 de novembro de 2013, Morumbi, Campeonato Brasileiro.

No Estádio do Canindé
1. Portuguesa 1–4 São Paulo, 21 980, 13 de março de 1988, Campeonato Paulista.
2. Portuguesa 1–0 São Paulo, 21 965, 22 de abril de 2001, Campeonato Paulista.
3. Portuguesa 2–3 São Paulo, 19 744, 9 de novembro de 2008, Campeonato Brasileiro.

## Decisões de títulos
Decisões são aquelas em que ambos os times entram em campo disputando o título, saindo um campeão sobre o outro:
Campeonato Paulista
- Portuguesa 0–1 São Paulo, 11 de agosto de 1975.
- São Paulo 0–1 Portuguesa, 17 de agosto de 1975 (na prorrogação, 0–0; nos pênaltis, 0–3 — São Paulo campeão).
- São Paulo 3–1 Portuguesa, 15 de dezembro de 1985.
- Portuguesa 1–2 São Paulo, 22 de dezembro de 1985 (São Paulo campeão).[4][5]

## Principais jogos
- O primeiro jogo entre São Paulo e Portuguesa ocorreu em 6 de abril de 1930, válido pelo Campeonato Paulista de 1930. O mando era da Lusa, com jogo transferido para o Estádio da Floresta para maior comodidade do público[6]. Acabou com um empate por 1 a 1.
- O segundo confronto entre as agremiações ocorreu no returno da mesma edição do Paulistão de 1930. Em 30 de novembro de 1930, provavelmente jogando no Estádio da Floresta, ocorreu a primeira goleada da história do Dérbi, com o São Paulo vencendo a Lusa por 5 a 1.
- O Esquadrão de Aço realizou um amistoso contra a Portuguesa em 6 de janeiro de 1935, goleando-a por 4 a 1. Foi o primeiro dentre os últimos seis jogos jogos da primeira existência do São Paulo, antes de sua fusão, e consequente fim em meados daquele ano. O São Paulo seria refundado e renasceria ainda em dezembro do mesmo ano, enquanto a Portuguesa conquistaria seu primeiro Campeonato Paulista naquela temporada.
- A Portuguesa levou mais de sete anos para conseguir vencer o primeiro clássico contra o Tricolor. Nas primeiras quinze partidas, o São Paulo manteve-se invicto diante da tradicional rival, só acabando esta invencibilidade na décima sexta partida entre as equipes. No período, o Tricolor ganhou doze jogos e empatou três. Em 27 de janeiro, a Lusa ganhou o cClássico por 1 a 0, pondo fim ao tabu. Até hoje, os sete anos de invencibilidade são o recorde do clássico.
- Em 6 de abril de 1938, a Lusa goleou, pela primeira vez, o São Paulo: 4 a 1.
- Em 2 de abril de 1939, a Lusa protagonizou a maior goleada da história do clássico até então, fazendo 5 a 0.
- Em um amistoso de 25 de janeiro de 1940, realizado no antigo Estádio Antônio Alonso, São Paulo e Lusa protagonizaram um dérbi emocionante. A Portuguesa fez 1 a 0 aos três minutos de jogo. O Mais Querido empatou aos 28 e virou para 2 a 1 aos 35 do primeiro tempo. Mas a Lusa fez 3 a 2 ainda aos 41 do primeiro tempo, com Ministrinho. Elysio empatou para o Time da Fé aos oito minutos do segundo tempo e marcou a virada aos treze. O Time da Fé venceu o Dérbi do Canindé por 4 a 3, pondo fim à série da Portuguesa de quatro vitórias consecutivas nos quatro clássicos antecedentes.
- Em 1 de dezembro de 1945, a Lusa ganhou o amistoso contra o Tricolor por 1 a 0, pondo fim a um tabu de cinco anos no clássico.
- Em 15 de janeiro de 1950, a Lusa conseguiu derrotar o Tricolor Paulista em jogaço dramático, vencendo por 4 a 3 no Pacaembu e pondo fim a novo tabu de invencibilidade tricolor neste clássico, que durava  mais de quatro anos.
- Em 26 de março de 1958, um jogo válido pelo Torneio Rio-São Paulo, acabou sendo um dos clássicos mais emocionantes da história do Dérbi do Canindé. Jogando à noite no Pacaembu, Gino fez 1 a 0 para o São Paulo a um minuto de jogo e Canhoteiro fez 2 a 0 aos doze. A Lusa reagiu com Ipojucan marcando aos vinte, Juths empatando aos 37, Ocimar virando para 3 a 2 aos 41 e Adamastor marcando 4 a 2 aos 45 do primeiro tempo. O São Paulo voltou pressionando no segundo tempo: Gino Orlando marcou aos 17 e empatou aos 28, conseguindo um hat-trick e determinando o emocionante empate por 4 a 4.
- Em 10 de agosto de 1958, em jogo válido pelo Paulistão, o Tricolor goleou a Portuguesa por 5 a 1.
- Em 16 de abril de 1959, jogando no Pacaembu, o Tricolor fez 2 a 0, gols de Gino Orlando, aos sete e aos nove minutos de jogo. A Lusa reagiu com Valter marcando aos 13 e Alfeu empatando aos 27 e virando aos 30, mas Dino Sani empatou ainda aos quarenta minutos! Por fim, aos 35 do segundo tempo, Sílvio decretou a virada são-paulina: 4 a 3.
- O Paulistão de 1961 foi dos piores para a Portuguesa neste Clássico. No primeiro turno, jogando no recém-inaugurado, mas ainda inacabado Estádio do Morumbi, o São Paulo goleou por 6 a 1. No Returno, em 6 de dezembro, em pleno Canindé (na época chamado Independência), o Time da Fé impôs sua maior goleada sobre o rival do Canindé, em toda história do clássico: 6 a 0, sendo até hoje, a maior goleada da história do confronto.
- Em 29 de junho de 1966, mais um jogo emocionante, no Pacaembu, valendo pelo Torneio Laudo Natel. A Lusa fez 1 a 0 aos quatro minutos de jogo, mas o Mais Querido empatou aos quinze e já goleava por 4 a 1 aos 36 minutos do primeiro tempo. Clássico definido? Não, pois a Portuguesa fez mais dois gols antes dos dezesseis minutos do segundo tempo, deixando emocionante o final da partida, que acabou com a vitória são-paulina por 4 a 3.
- Entre 21 de setembro de 1972 e 14 de agosto de 1975, a Lusa impôs seu maior tabu na história do clássico, mantendo-se invicta diante do Tricolor do Morumbi por treze jogos seguidos — desses treze jogos, nada menos que doze foram empates, incluindo dez seguidos entre 11 de julho de 1973 e 27 de julho de 1973. O tabu só acabou no primeiro jogo das finais do Paulistão de 1975, com a vitória são-paulina por 1 a 0, com gol de Pedro Rocha.
- Pedro Rocha, do São Paulo, e Enéas, da Portuguesa, foram os grandes jogadores do Paulistão de 1975, levando seus times à grande final, respectivamente como campeões do primeiro e do segundo turnos. Os dois jogos foram realizados no Morumbi. Na primeira partida, em 11 de agosto, o Time da Fé ganhou por 1 a 0, com gol de Rocha. Na finalíssima, a Lusa ganhou por 1 a 0, gol de Enéas. Os resultados iguais forçaram uma prorrogação, que terminou empatada sem gols. Por fim, decisão por pênaltis. Aí o Tricolor ganhou por 3 a 0, sagrando-se campeão paulista.
- Em 26 de maio de 1979, em jogo válido pelo Paulistão de 1978, o Time da Fé goleou a Lusa por 4 a 0 e pôs fim a mais um incômodo tabu, pois a Portuguesa estava havia oito jogos invicta no confronto.
- O São Paulo manteve-se invicto diante da Portuguesa por mais de seis anos, entre 1979 e 1985, totalizando dezesseis jogos seguidos de invencibilidade, estabelecendo um novo recorde, que dura até hoje. A Lusa pôs fim ao tabu com uma vitória por 1 a 0 no segundo turno do Campeonato Paulista de 1985.
- Portuguesa e São Paulo, ambos com elencos compostos principalmente por jovens jogadores da base, classificaram-se novamente para a final no Paulistão de 1985. De um lado, os "Menudos do Morumbi", de Silas, Müller e Careca; de outro, a Lusa de Jorginho e Luís Pereira. Ambos os jogos das finais foram realizados no Morumbi. No dérbi de 15 de dezembro, o Tricolor fez 1 a 0 no primeiro tempo, com Darío Pereyra, mas Jorginho decretou o empate por 1 a 1 ainda no primeiro tempo. No segundo, Careca destruiu o jogo, marcando duas vezes e decretando 3 a 1 para o Tricolor. Na finalíssima, em 22 de dezembro, Sidnei fez 1 a 0 para o Tricolor ainda no primeiro tempo, mas Esquerdinha empatou para a Lusa e manteve a esperança na virada e no título. Mas, no segundo tempo, Müller definiu o placar de 2 a 1 para o São Paulo, campeão paulista.
- Em 14 de maio de 1997, em clássico válido pelo Paulistão, o Tricolor goleou a Lusa por 5 a 1.
- Em clássico válido pelo Brasileirão de 1998, em 20 de setembro, a Portuguesa, em grande fase, recebeu o São Paulo, mandando o jogo no Pacaembu. Com uma atuação fantástica, a Lusa de Evair, Leandro Amaral e Emerson goleou o Tricolor de Dodô, França e Marcelinho Paraíba. O primeiro tempo terminou com placar de 4 a 0 para a Lusa, que chegou a estar ganhando por 6 a 0 no segundo tempo. O jogo terminou 7 a 2 para a Portuguesa, sendo que sete jogadores diferentes da Lusa marcaram gol — houve até gol com chute do meio-de-campo, encobrindo o goleiro Roger, do São Paulo. A Lusa seria semifinalista daquele Brasileirão.
- No Paulistão de 2000, o Tricolor e a Rubro-Verde estavam no mesmo grupo e disputavam uma vaga nas semifinais do torneio. Na penúltima rodada, a Portuguesa estava com sete pontos, dois a mais que o São Paulo, e ambos se enfrentariam no Canindé em 17 de maio. Jogando em sua casa, se a Lusa empatasse, chegaria à última rodada precisando apenas de um empate. Se ganhasse o dérbi, eliminaria o rival e se classificaria para as semifinais. O São Paulo abriu 1 a 0 no primeiro tempo, com França. No segundo tempo, empurrada por sua torcida, a Lusa empatou com Bentinho e virou com Leandro, o que eliminava o Tricolor. O Time da Fé conseguiu empatar  e, na sequência, virar para a 3 a 2 com França, que conseguiu um hat-trick. No final, no contra-ataque, Marcelinho Paraíba decretou a vitória do São Paulo por 4 a 2. O São Paulo classificar-se-ia para as semifinais junto com o Santos e terminaria campeão naquele ano.
- Portuguesa e São Paulo classificaram-se para as quartas de final do Paulistão de 2011, em jogo único a ser realizado em 24 de abril, na Arena Barueri. O Tricolor de Rogério Ceni e Dagoberto ganhou por 2 a 0, eliminando a Lusa do campeonato e avançando às semifinais.
- Em um Dérbi do Canindé válido pelo Campeonato Paulista de 2015, realizado em 8 de abril, última rodada da fase classificatória, o Tricolor, já classificado para as quartas de final, recebeu a Portuguesa no Morumbi. A Lusa precisaria vencer, para não ser rebaixada novamente para a Série A2. Mas um São Paulo misto, com Alexandre Pato, marcou 3 a 0, decretando o rebaixamento da Lusa.
- Em 2017, os clubes caíram no mesmo grupo nas oitavas de final da Copa Paulista, e a Portuguesa venceu as duas partidas: 1 a 0 no Morumbi e 2 a 1 no Canindé. Como o time principal estava envolvido no Campeonato Brasileiro, o São Paulo disputou a Copa Paulista com seu time sub-20, porém as partidas são consideradas oficiais.

## Lista de jogos
| Mandante   | Placar | Visitante  | Estádio             | Data                    | Torneio                                     |
| Anos 2020  |        |            |                     |                         |                                             |
| Portuguesa | 1 x 2  | São Paulo  | Pacaembu            | 29 de janeiro de 2025   | Campeonato Paulista                         |
| São Paulo  | 1 x 0  | Portuguesa | Morumbi             | 28 de janeiro de 2024   | Campeonato Paulista                         |
| São Paulo  | 4 x 1  | Portuguesa | Morumbi             | 26 de janeiro de 2023   | Campeonato Paulista                         |
| Anos 2010  |        |            |                     |                         |                                             |
| São Paulo  | 3 x 0  | Portuguesa | Morumbi             | 8 de abril de 2015      | Campeonato Paulista                         |
| São Paulo  | 0 x 0  | Portuguesa | Morumbi             | 15 de fevereiro de 2014 | Campeonato Paulista                         |
| São Paulo  | 2 x 1  | Portuguesa | Morumbi             | 2 de novembro de 2013   | Campeonato Brasileiro                       |
| Portuguesa | 2 x 1  | São Paulo  | Canindé             | 11 de agosto de 2013    | Campeonato Brasileiro                       |
| São Paulo  | 3 x 1  | Portuguesa | Morumbi             | 15 de setembro de 2012  | Campeonato Brasileiro                       |
| Portuguesa | 1 x 0  | São Paulo  | Canindé             | 23 de junho de 2012     | Campeonato Brasileiro                       |
| São Paulo  | 2 x 1  | Portuguesa | Morumbi             | 11 de março de 2012     | Campeonato Paulista                         |
| São Paulo  | 2 x 0  | Portuguesa | Arena Barueri       | 24 de abril de 2011     | Campeonato Paulista                         |
| Portuguesa | 2 x 3  | São Paulo  | Canindé             | 13 de fevereiro de 2011 | Campeonato Paulista                         |
| São Paulo  | 1 x 3  | Portuguesa | Morumbi             | 17 de janeiro de 2010   | Campeonato Paulista                         |
| Anos 2000  |        |            |                     |                         |                                             |
| Portuguesa | 0 x 2  | São Paulo  | Canindé             | 25 de janeiro de 2009   | Campeonato Paulista                         |
| Portuguesa | 2 x 3  | São Paulo  | Canindé             | 8 de novembro de 2008   | Campeonato Brasileiro                       |
| São Paulo  | 3 x 1  | Portuguesa | Morumbi             | 27 de julho de 2008     | Campeonato Brasileiro                       |
| Portuguesa | 2 x 0  | São Paulo  | Santa Cruz          | 18 de março de 2008     | Campeonato Paulista                         |
| São Paulo  | 3 x 1  | Portuguesa | Morumbi             | 9 de fevereiro de 2006  | Campeonato Paulista                         |
| Portuguesa | 2 x 1  | São Paulo  | Pacaembu            | 31 de março de 2005     | Campeonato Paulista                         |
| Portuguesa | 2 x 3  | São Paulo  | Canindé             | 25 de janeiro de 2004   | Campeonato Paulista                         |
| Portuguesa | 1 x 3  | São Paulo  | Canindé             | 26 de outubro de 2002   | Campeonato Brasileiro                       |
| São Paulo  | 4 x 0  | Portuguesa | Morumbi             | 10 de março de 2002     | Torneio Rio-São Paulo                       |
| São Paulo  | 1 x 0  | Portuguesa | Benedito Teixeira   | 21 de outubro de 2001   | Campeonato Brasileiro                       |
| Portuguesa | 1 x 0  | São Paulo  | Canindé             | 22 de abril de 2001     | Campeonato Paulista                         |
| São Paulo  | 2 x 0  | Portuguesa | Morumbi             | 17 de setembro de 2000  | Copa João Havelange                         |
| Portuguesa | 2 x 4  | São Paulo  | Canindé             | 17 de maio de 2000      | Campeonato Paulista                         |
| São Paulo  | 1 x 1  | Portuguesa | Morumbi             | 30 de abril de 2000     | Campeonato Paulista                         |
| Anos 1990  |        |            |                     |                         |                                             |
| Portuguesa | 2 x 1  | São Paulo  | Canindé             | 15 de agosto de 1999    | Campeonato Brasileiro                       |
| Portuguesa | 1 x 1  | São Paulo  | Canindé             | 16 de maio de 1999      | Campeonato Paulista                         |
| São Paulo  | 2 x 0  | Portuguesa | Morumbi             | 21 de abril de 1999     | Campeonato Paulista                         |
| São Paulo  | 2 x 7  | Portuguesa | Pacaembu            | 20 de setembro de 1998  | Campeonato Brasileiro                       |
| Portuguesa | 1 x 3  | São Paulo  | Canindé             | 7 de abril de 1998      | Campeonato Paulista                         |
| São Paulo  | 0 x 0  | Portuguesa | Canindé             | 17 de março de 1998     | Campeonato Paulista                         |
| Portuguesa | 2 x 1  | São Paulo  | Canindé             | 11 de setembro de 1997  | Campeonato Brasileiro                       |
| São Paulo  | 5 x 1  | Portuguesa | Morumbi             | 14 de maio de 1997      | Campeonato Paulista                         |
| Portuguesa | 1 x 0  | São Paulo  | Canindé             | 10 de abril de 1997     | Campeonato Paulista                         |
| São Paulo  | 2 x 1  | Portuguesa | Morumbi             | 8 de agosto de 1996     | Campeonato Brasileiro                       |
| Portuguesa | 0 x 1  | São Paulo  | Canindé             | 19 de maio de 1996      | Campeonato Paulista                         |
| São Paulo  | 0 x 1  | Portuguesa | José Levy Sobrinho  | 17 de março de 1996     | Campeonato Paulista                         |
| São Paulo  | 1 x 0  | Portuguesa | Morumbi             | 4 de outubro de 1995    | Campeonato Brasileiro                       |
| Portuguesa | 2 x 1  | São Paulo  | Canindé             | 11 de junho de 1995     | Campeonato Paulista                         |
| São Paulo  | 1 x 2  | Portuguesa | Parque Antarctica   | 12 de fevereiro de 1995 | Campeonato Paulista                         |
| São Paulo  | 0 x 2  | Portuguesa | Morumbi             | 9 de novembro de 1994   | Campeonato Brasileiro                       |
| Portuguesa | 0 x 0  | São Paulo  | Canindé             | 4 de setembro de 1994   | Campeonato Brasileiro                       |
| São Paulo  | 2 x 0  | Portuguesa | Morumbi             | 28 de agosto de 1994    | Campeonato Brasileiro                       |
| São Paulo  | 4 x 2  | Portuguesa | Morumbi             | 17 de abril de 1994     | Campeonato Paulista                         |
| Portuguesa | 1 x 1  | São Paulo  | Canindé             | 6 de fevereiro de 1994  | Campeonato Paulista                         |
| São Paulo  | 3 x 0  | Portuguesa | Morumbi             | 9 de maio de 1993       | Campeonato Paulista                         |
| Portuguesa | 1 x 1  | São Paulo  | Canindé             | 31 de janeiro de 1993   | Campeonato Paulista                         |
| São Paulo  | 3 x 1  | Portuguesa | Pacaembu            | 28 de novembro de 1992  | Campeonato Paulista                         |
| Portuguesa | 0 x 2  | São Paulo  | Pacaembu            | 7 de novembro de 1992   | Campeonato Paulista                         |
| Portuguesa | 2 x 2  | São Paulo  | Canindé             | 11 de outubro de 1992   | Campeonato Paulista                         |
| São Paulo  | 2 x 1  | Portuguesa | Morumbi             | 23 de agosto de 1992    | Campeonato Paulista                         |
| São Paulo  | 0 x 1  | Portuguesa | Canindé             | 18 de abril de 1992     | Campeonato Brasileiro                       |
| São Paulo  | 1 x 0  | Portuguesa | Morumbi             | 14 de abril de 1991     | Campeonato Brasileiro                       |
| Portuguesa | 1 x 2  | São Paulo  | Canindé             | 9 de setembro de 1990   | Campeonato Brasileiro                       |
| Portuguesa | 0 x 2  | São Paulo  | Pacaembu            | 25 de abril de 1990     | Campeonato Paulista                         |
| Anos 1980  |        |            |                     |                         |                                             |
| Portuguesa | 0 x 1  | São Paulo  | Canindé             | 10 de dezembro de 1989  | Campeonato Brasileiro                       |
| Portuguesa | 1 x 1  | São Paulo  | Morumbi             | 23 de abril de 1989     | Campeonato Paulista                         |
| São Paulo  | 0 x 1  | Portuguesa | Morumbi             | 4 de dezembro de 1988   | Campeonato Brasileiro                       |
| Portuguesa | 1 x 4  | São Paulo  | Canindé             | 13 de março de 1988     | Campeonato Paulista                         |
| Portuguesa | 0 x 0  | São Paulo  | Canindé             | 24 de junho de 1987     | Campeonato Paulista                         |
| São Paulo  | 2 x 2  | Portuguesa | Morumbi             | 5 de abril de 1987      | Campeonato Paulista                         |
| Portuguesa | 1 x 1  | São Paulo  | Morumbi             | 2 de agosto de 1986     | Campeonato Paulista                         |
| São Paulo  | 4 x 1  | Portuguesa | Canindé             | 4 de maio de 1986       | Campeonato Paulista                         |
| Portuguesa | 1 x 2  | São Paulo  | Morumbi             | 22 de dezembro de 1985  | Campeonato Paulista                         |
| São Paulo  | 3 x 1  | Portuguesa | Morumbi             | 15 de dezembro de 1985  | Campeonato Paulista                         |
| São Paulo  | 0 x 1  | Portuguesa | Morumbi             | 6 de outubro de 1985    | Campeonato Paulista                         |
| Portuguesa | 0 x 3  | São Paulo  | Pacaembu            | 26 de maio de 1985      | Campeonato Paulista                         |
| Portuguesa | 0 x 0  | São Paulo  | Canindé             | 28 de outubro de 1984   | Campeonato Paulista                         |
| São Paulo  | 2 x 0  | Portuguesa | Morumbi             | 12 de agosto de 1984    | Campeonato Paulista                         |
| São Paulo  | 2 x 2  | Portuguesa | Morumbi             | 23 de novembro de 1983  | Campeonato Paulista                         |
| Portuguesa | 1 x 3  | São Paulo  | Canindé             | 15 de novembro de 1983  | Campeonato Paulista                         |
| São Paulo  | 1 x 0  | Portuguesa | Morumbi             | 19 de outubro de 1983   | Campeonato Paulista                         |
| Portuguesa | 1 x 1  | São Paulo  | Canindé             | 3 de julho de 1983      | Campeonato Paulista                         |
| Portuguesa | 0 x 2  | São Paulo  | Canindé             | 7 de novembro de 1982   | Campeonato Paulista                         |
| São Paulo  | 4 x 1  | Portuguesa | Morumbi             | 28 de agosto de 1982    | Campeonato Paulista                         |
| Portuguesa | 1 x 1  | São Paulo  | Morumbi             | 3 de setembro de 1981   | Campeonato Paulista                         |
| São Paulo  | 0 x 0  | Portuguesa | Pacaembu            | 9 de maio de 1981       | Campeonato Paulista                         |
| São Paulo  | 1 x 0  | Portuguesa | Morumbi             | 31 de agosto de 1980    | Campeonato Paulista                         |
| Portuguesa | 1 x 1  | São Paulo  | Pacaembu            | 29 de maio de 1980      | Campeonato Paulista                         |
| Anos 1970  |        |            |                     |                         |                                             |
| São Paulo  | 4 x 2  | Portuguesa | Morumbi             | 31 de outubro de 1979   | Campeonato Paulista                         |
| São Paulo  | 3 x 0  | Portuguesa | Pacaembu            | 22 de julho de 1979     | Campeonato Paulista                         |
| São Paulo  | 4 x 0  | Portuguesa | Morumbi             | 26 de maio de 1979      | Campeonato Paulista                         |
| São Paulo  | 1 x 2  | Portuguesa | Parque Antarctica   | 4 de fevereiro de 1979  | Campeonato Paulista                         |
| Portuguesa | 1 x 1  | São Paulo  | Pacaembu            | 27 de agosto de 1978    | Campeonato Paulista                         |
| Portuguesa | 2 x 1  | São Paulo  | Pacaembu            | 10 de junho de 1978     | Campeonato Brasileiro                       |
| São Paulo  | 1 x 1  | Portuguesa | Morumbi             | 7 de setembro de 1977   | Campeonato Paulista                         |
| São Paulo  | 0 x 0  | Portuguesa | Morumbi             | 5 de junho de 1977      | Campeonato Paulista                         |
| Portuguesa | 3 x 0  | São Paulo  | Pacaembu            | 27 de março de 1977     | Campeonato Paulista                         |
| São Paulo  | 0 x 0  | Portuguesa | Morumbi             | 4 de setembro de 1976   | Campeonato Brasileiro                       |
| São Paulo  | 2 x 2  | Portuguesa | Pacaembu            | 11 de julho de 1976     | Campeonato Paulista                         |
| São Paulo  | 4 x 0  | Portuguesa | Morumbi             | 19 de junho de 1976     | Campeonato Paulista                         |
| Portuguesa | 2 x 0  | São Paulo  | Morumbi             | 17 de fevereiro de 1976 | Torneio Amistoso                            |
| São Paulo  | 1 x 2  | Portuguesa | Morumbi             | 23 de novembro de 1975  | Campeonato Brasileiro                       |
| Portuguesa | 0 x 1  | São Paulo  | Parque Antarctica   | 1 de outubro de 1975    | Campeonato Brasileiro                       |
| Portuguesa | 1 x 0  | São Paulo  | Morumbi             | 17 de agosto de 1975    | Campeonato Paulista                         |
| São Paulo  | 1 x 0  | Portuguesa | Morumbi             | 14 de agosto de 1975    | Campeonato Paulista                         |
| São Paulo  | 1 x 1  | Portuguesa | Morumbi             | 27 de julho de 1975     | Campeonato Paulista                         |
| Portuguesa | 1 x 1  | São Paulo  | Pacaembu            | 8 de junho de 1975      | Campeonato Paulista                         |
| Portuguesa | 0 x 0  | São Paulo  | Pacaembu            | 13 de abril de 1975     | Campeonato Paulista                         |
| São Paulo  | 0 x 0  | Portuguesa | Parque Antarctica   | 15 de janeiro de 1975   | Torneio Amistoso                            |
| São Paulo  | 0 x 0  | Portuguesa | Pacaembu            | 11 de dezembro de 1974  | Campeonato Paulista                         |
| Portuguesa | 2 x 2  | São Paulo  | Pacaembu            | 25 de agosto de 1974    | Campeonato Paulista                         |
| São Paulo  | 1 x 1  | Portuguesa | Morumbi             | 7 de julho de 1974      | Campeonato Brasileiro                       |
| São Paulo  | 0 x 0  | Portuguesa | Morumbi             | 27 de abril de 1974     | Campeonato Brasileiro                       |
| São Paulo  | 1 x 1  | Portuguesa | Morumbi             | 14 de novembro de 1973  | Campeonato Brasileiro                       |
| Portuguesa | 1 x 1  | São Paulo  | Pacaembu            | 11 de julho de 1973     | Campeonato Paulista                         |
| São Paulo  | 0 x 2  | Portuguesa | Morumbi             | 2 de junho de 1973      | Torneio Amistoso                            |
| São Paulo  | 1 x 1  | Portuguesa | Morumbi             | 13 de maio de 1973      | Campeonato Paulista                         |
| São Paulo  | 1 x 1  | Portuguesa | Morumbi             | 21 de setembro de 1972  | Campeonato Brasileiro                       |
| São Paulo  | 1 x 0  | Portuguesa | Morumbi             | 16 de agosto de 1972    | Campeonato Paulista                         |
| Portuguesa | 1 x 0  | São Paulo  | Pacaembu            | 30 de abril de 1972     | Campeonato Paulista                         |
| São Paulo  | 0 x 1  | Portuguesa | Morumbi             | 10 de outubro de 1971   | Campeonato Brasileiro                       |
| São Paulo  | 4 x 1  | Portuguesa | Morumbi             | 19 de junho de 1971     | Campeonato Paulista                         |
| Portuguesa | 3 x 2  | São Paulo  | Pacaembu            | 7 de março de 1971      | Campeonato Paulista                         |
| São Paulo  | 1 x 0  | Portuguesa | Morumbi             | 19 de agosto de 1970    | Campeonato Paulista                         |
| Portuguesa | 2 x 1  | São Paulo  | Parque Antarctica   | 1 de julho de 1970      | Campeonato Paulista                         |
| Portuguesa | 1 x 1  | São Paulo  | Parque Antarctica   | 18 de abril de 1970     | Torneio Amistoso                            |
| São Paulo  | 1 x 1  | Portuguesa | Canindé             | 15 de março de 1970     | Torneio Amistoso                            |
| Anos 1960  |        |            |                     |                         |                                             |
| São Paulo  | 1 x 2  | Portuguesa | Pacaembu            | 18 de outubro de 1969   | Torneio Roberto Gomes Pedrosa               |
| Portuguesa | 0 x 1  | São Paulo  | Parque Antarctica   | 7 de maio de 1969       | Campeonato Paulista                         |
| São Paulo  | 2 x 0  | Portuguesa | Morumbi             | 23 de março de 1969     | Campeonato Paulista                         |
| Portuguesa | 1 x 0  | São Paulo  | Pacaembu            | 24 de agosto de 1968    | Torneio Roberto Gomes Pedrosa               |
| São Paulo  | 2 x 0  | Portuguesa | Morumbi             | 28 de abril de 1968     | Campeonato Paulista                         |
| Portuguesa | 0 x 0  | São Paulo  | Pacaembu            | 2 de março de 1968      | Campeonato Paulista                         |
| São Paulo  | 2 x 1  | Portuguesa | Morumbi             | 22 de outubro de 1967   | Campeonato Paulista                         |
| São Paulo  | 3 x 1  | Portuguesa | Pacaembu            | 21 de julho de 1967     | Campeonato Paulista                         |
| Portuguesa | 1 x 1  | São Paulo  | Morumbi             | 26 de abril de 1967     | Torneio Roberto Gomes Pedrosa               |
| Portuguesa | 1 x 0  | São Paulo  | Pacaembu            | 24 de novembro de 1966  | Campeonato Paulista                         |
| São Paulo  | 0 x 2  | Portuguesa | Pacaembu            | 12 de outubro de 1966   | Campeonato Paulista                         |
| Portuguesa | 2 x 1  | São Paulo  | Pacaembu            | 6 de julho de 1966      | Torneio Amistoso                            |
| São Paulo  | 3 x 4  | Portuguesa | Pacaembu            | 29 de junho de 1966     | Torneio Amistoso                            |
| Portuguesa | 1 x 0  | São Paulo  | Pacaembu            | 19 de fevereiro de 1966 | Torneio Rio-São Paulo                       |
| Portuguesa | 2 x 1  | São Paulo  | Pacaembu            | 24 de novembro de 1965  | Campeonato Paulista                         |
| Portuguesa | 2 x 0  | São Paulo  | Morumbi             | 4 de setembro de 1965   | Campeonato Paulista                         |
| São Paulo  | 4 x 2  | Portuguesa | Pacaembu            | 28 de abril de 1965     | Torneio Rio-São Paulo                       |
| São Paulo  | 3 x 0  | Portuguesa | Pacaembu            | 17 de fevereiro de 1965 | Torneio Rio-São Paulo                       |
| Portuguesa | 1 x 1  | São Paulo  | Baenão              | 13 de fevereiro de 1965 | Amistoso                                    |
| Portuguesa | 2 x 0  | São Paulo  | Pacaembu            | 28 de novembro de 1964  | Campeonato Paulista                         |
| São Paulo  | 2 x 1  | Portuguesa | Pacaembu            | 12 de setembro de 1964  | Campeonato Paulista                         |
| Portuguesa | 3 x 1  | São Paulo  | Pacaembu            | 14 de março de 1964     | Torneio Rio-São Paulo                       |
| São Paulo  | 1 x 0  | Portuguesa | Pacaembu            | 13 de novembro de 1963  | Campeonato Paulista                         |
| Portuguesa | 1 x 1  | São Paulo  | Pacaembu            | 11 de setembro de 1963  | Campeonato Paulista                         |
| São Paulo  | 1 x 1  | Portuguesa | Pacaembu            | 2 de março de 1963      | Torneio Rio-São Paulo                       |
| São Paulo  | 1 x 0  | Portuguesa | Morumbi             | 25 de novembro de 1962  | Campeonato Paulista                         |
| Portuguesa | 0 x 0  | São Paulo  | Pacaembu            | 29 de julho de 1962     | Campeonato Paulista                         |
| São Paulo  | 2 x 2  | Portuguesa | Pacaembu            | 21 de fevereiro de 1962 | Torneio Rio-São Paulo                       |
| São Paulo  | 6 x 0  | Portuguesa | Canindé             | 10 de dezembro de 1961  | Campeonato Paulista                         |
| São Paulo  | 6 x 1  | Portuguesa | Morumbi             | 13 de agosto de 1961    | Campeonato Paulista                         |
| São Paulo  | 1 x 2  | Portuguesa | Morumbi             | 1 de junho de 1961      | Amistoso                                    |
| Portuguesa | 1 x 2  | São Paulo  | Canindé             | 27 de maio de 1961      | Amistoso                                    |
| Portuguesa | 2 x 2  | São Paulo  | Pacaembu            | 9 de março de 1961      | Torneio Rio-São Paulo                       |
| Portuguesa | 4 x 3  | São Paulo  | Morumbi             | 4 de dezembro de 1960   | Campeonato Paulista                         |
| Portuguesa | 2 x 1  | São Paulo  | Canindé             | 10 de agosto de 1960    | Campeonato Paulista                         |
| Portuguesa | 2 x 0  | São Paulo  | Pacaembu            | 5 de maio de 1960       | Torneio Amistoso                            |
| São Paulo  | 1 x 0  | Portuguesa | Pacaembu            | 30 de março de 1960     | Torneio Rio-São Paulo                       |
| Anos 1950  |        |            |                     |                         |                                             |
| São Paulo  | 3 x 2  | Portuguesa | Pacaembu            | 8 de novembro de 1959   | Campeonato Paulista                         |
| São Paulo  | 0 x 0  | Portuguesa | Pacaembu            | 23 de agosto de 1959    | Campeonato Paulista                         |
| São Paulo  | 4 x 3  | Portuguesa | Pacaembu            | 16 de abril de 1959     | Torneio Rio-São Paulo                       |
| Portuguesa | 0 x 1  | São Paulo  | Canindé             | 26 de março de 1959     | Amistoso                                    |
| São Paulo  | 1 x 1  | Portuguesa | Canindé             | 15 de março de 1959     | Amistoso                                    |
| São Paulo  | 3 x 1  | Portuguesa | Pacaembu            | 9 de novembro de 1958   | Campeonato Paulista                         |
| São Paulo  | 5 x 1  | Portuguesa | Pacaembu            | 10 de agosto de 1958    | Campeonato Paulista                         |
| São Paulo  | 4 x 4  | Portuguesa | Pacaembu            | 26 de março de 1958     | Torneio Rio-São Paulo                       |
| Portuguesa | 1 x 3  | São Paulo  | Pacaembu            | 19 de dezembro de 1957  | Campeonato Paulista                         |
| São Paulo  | 0 x 4  | Portuguesa | Pacaembu            | 27 de outubro de 1957   | Campeonato Paulista                         |
| Portuguesa | 2 x 2  | São Paulo  | Pacaembu            | 8 de setembro de 1957   | Torneio Seletivo - Campeonato Paulista      |
| Portuguesa | 3 x 1  | São Paulo  | Pacaembu            | 23 de maio de 1957      | Torneio Rio-São Paulo                       |
| Portuguesa | 2 x 2  | São Paulo  | Canindé             | 20 de janeiro de 1957   | Torneio Amistoso                            |
| Portuguesa | 2 x 2  | São Paulo  | Pacaembu            | 23 de dezembro de 1956  | Campeonato Paulista                         |
| São Paulo  | 2 x 0  | Portuguesa | Pacaembu            | 14 de outubro de 1956   | Campeonato Paulista                         |
| Portuguesa | 3 x 2  | São Paulo  | Pacaembu            | 26 de agosto de 1956    | Torneio Seletivo - Campeonato Paulista      |
| Portuguesa | 0 x 2  | São Paulo  | Pacaembu            | 14 de abril de 1956     | Torneio Roberto Gomes Pedrosa               |
| São Paulo  | 4 x 3  | Portuguesa | Pacaembu            | 6 de novembro de 1955   | Campeonato Paulista                         |
| São Paulo  | 3 x 1  | Portuguesa | Pacaembu            | 9 de outubro de 1955    | Campeonato Paulista                         |
| Portuguesa | 2 x 0  | São Paulo  | Pacaembu            | 20 de abril de 1955     | Torneio Rio-São Paulo                       |
| São Paulo  | 3 x 2  | Portuguesa | Pacaembu            | 23 de janeiro de 1955   | Campeonato Paulista                         |
| Portuguesa | 1 x 0  | São Paulo  | Pacaembu            | 17 de outubro de 1954   | Campeonato Paulista                         |
| São Paulo  | 2 x 0  | Portuguesa | Pacaembu            | 13 de junho de 1954     | Torneio Rio-São Paulo                       |
| Portuguesa | 1 x 0  | São Paulo  | Pacaembu            | 3 de janeiro de 1954    | Campeonato Paulista                         |
| Portuguesa | 0 x 4  | São Paulo  | Pacaembu            | 21 de outubro de 1953   | Torneio Amistoso                            |
| São Paulo  | 2 x 0  | Portuguesa | Pacaembu            | 27 de setembro de 1953  | Campeonato Paulista                         |
| Portuguesa | 1 x 0  | São Paulo  | Pacaembu            | 4 de junho de 1953      | Torneio Rio-São Paulo                       |
| Portuguesa | 1 x 0  | São Paulo  | Pacaembu            | 25 de janeiro de 1953   | Campeonato Paulista                         |
| São Paulo  | 1 x 0  | Portuguesa | Pacaembu            | 9 de novembro de 1952   | Campeonato Paulista                         |
| Portuguesa | 1 x 3  | São Paulo  | Pacaembu            | 5 de julho de 1952      | Torneio Amistoso                            |
| São Paulo  | 3 x 2  | Portuguesa | Pacaembu            | 19 de março de 1952     | Torneio Rio-São Paulo                       |
| São Paulo  | 2 x 1  | Portuguesa | Pacaembu            | 30 de dezembro de 1951  | Campeonato Paulista                         |
| Portuguesa | 4 x 1  | São Paulo  | Pacaembu            | 12 de setembro de 1951  | Campeonato Paulista                         |
| Portuguesa | 2 x 1  | São Paulo  | Pacaembu            | 14 de março de 1951     | Torneio Rio-São Paulo                       |
| São Paulo  | 3 x 1  | Portuguesa | Pacaembu            | 31 de dezembro de 1950  | Campeonato Paulista                         |
| São Paulo  | 2 x 1  | Portuguesa | Pacaembu            | 17 de setembro de 1950  | Campeonato Paulista                         |
| São Paulo  | 2 x 2  | Portuguesa | Pacaembu            | 2 de agosto de 1950     | Torneio Amistoso                            |
| Portuguesa | 0 x 4  | São Paulo  | Pacaembu            | 28 de maio de 1950      | Torneio Amistoso                            |
| Portuguesa | 0 x 3  | São Paulo  | Pacaembu            | 22 de abril de 1950     | Amistoso                                    |
| Portuguesa | 4 x 3  | São Paulo  | Pacaembu            | 15 de janeiro de 1950   | Torneio Rio-São Paulo                       |
| Anos 1940  |        |            |                     |                         |                                             |
| São Paulo  | 1 x 1  | Portuguesa | Pacaembu            | 6 de novembro de 1949   | Campeonato Paulista                         |
| São Paulo  | 0 x 0  | Portuguesa | Pacaembu            | 10 de julho de 1949     | Campeonato Paulista                         |
| Portuguesa | 1 x 3  | São Paulo  | Pacaembu            | 6 de janeiro de 1949    | Torneio Amistoso                            |
| São Paulo  | 2 x 1  | Portuguesa | Pacaembu            | 12 de dezembro de 1948  | Campeonato Paulista                         |
| Portuguesa | 0 x 2  | São Paulo  | Pacaembu            | 29 de agosto de 1948    | Campeonato Paulista                         |
| São Paulo  | 2 x 1  | Portuguesa |                     | 18 de julho de 1948     | Amistoso                                    |
| Portuguesa | 0 x 0  | São Paulo  | Pacaembu            | 19 de outubro de 1947   | Campeonato Paulista                         |
| São Paulo  | 3 x 3  | Portuguesa | Pacaembu            | 15 de junho de 1947     | Campeonato Paulista                         |
| Portuguesa | 0 x 4  | São Paulo  | Pacaembu            | 4 de maio de 1947       | Torneio Amistoso                            |
| São Paulo  | 1 x 0  | Portuguesa | Pacaembu            | 20 de abril de 1947     | Torneio Amistoso                            |
| São Paulo  | 1 x 1  | Portuguesa | Pacaembu            | 13 de outubro de 1946   | Campeonato Paulista                         |
| Portuguesa | 1 x 1  | São Paulo  | Pacaembu            | 23 de junho de 1946     | Campeonato Paulista                         |
| Portuguesa | 1 x 0  | São Paulo  | Pacaembu            | 1 de dezembro de 1945   | Amistoso                                    |
| São Paulo  | 2 x 1  | Portuguesa | Pacaembu            | 26 de agosto de 1945    | Campeonato Paulista                         |
| Portuguesa | 1 x 2  | São Paulo  | Pacaembu            | 3 de junho de 1945      | Campeonato Paulista                         |
| São Paulo  | 4 x 1  | Portuguesa | Pacaembu            | 16 de julho de 1944     | Campeonato Paulista                         |
| Portuguesa | 1 x 1  | São Paulo  | Pacaembu            | 26 de março de 1944     | Campeonato Paulista                         |
| Portuguesa | 0 x 3  | São Paulo  | Pacaembu            | 8 de agosto de 1943     | Campeonato Paulista                         |
| São Paulo  | 1 x 1  | Portuguesa | Pacaembu            | 18 de abril de 1943     | Campeonato Paulista                         |
| Portuguesa | 1 x 4  | São Paulo  | Pacaembu            | 13 de setembro de 1942  | Campeonato Paulista                         |
| São Paulo  | 4 x 2  | Portuguesa | Pacaembu            | 10 de maio de 1942      | Campeonato Paulista                         |
| São Paulo  | 1 x 1  | Portuguesa | Pacaembu            | 27 de julho de 1941     | Campeonato Paulista                         |
| São Paulo  | 1 x 0  | Portuguesa | Pacaembu            | 23 de março de 1941     | Campeonato Paulista                         |
| São Paulo  | 3 x 0  | Portuguesa | Pacaembu            | 4 de março de 1941      | Amistoso                                    |
| São Paulo  | 2 x 1  | Portuguesa | Pacaembu            | 20 de outubro de 1940   | Campeonato Paulista                         |
| São Paulo  | 0 x 2  | Portuguesa | Pacaembu            | 30 de junho de 1940     | Campeonato Paulista / Torneio Rio-São Paulo |
| São Paulo  | 3 x 0  | Portuguesa | Antônio Alonso      | 17 de março de 1940     | Amistoso                                    |
| São Paulo  | 4 x 3  | Portuguesa | Antônio Alonso      | 25 de janeiro de 1940   | Amistoso                                    |
| Anos 1930  |        |            |                     |                         |                                             |
| São Paulo  | 0 x 1  | Portuguesa | Campo do Cambuci    | 7 de outubro de 1939    | Amistoso                                    |
| São Paulo  | 0 x 1  | Portuguesa | Antônio Alonso      | 16 de setembro de 1939  | Campeonato Paulista                         |
| Portuguesa | 3 x 1  | São Paulo  | Rua Cesário Ramalho | 4 de junho de 1939      | Campeonato Paulista                         |
| São Paulo  | 0 x 5  | Portuguesa | Antônio Alonso      | 2 de abril de 1939      | Campeonato Paulista                         |
| São Paulo  | 2 x 2  | Portuguesa | Campo do Cambuci    | 26 de fevereiro de 1939 | Amistoso                                    |
| São Paulo  | 2 x 0  | Portuguesa | Antônio Alonso      | 5 de fevereiro de 1939  | Amistoso                                    |
| Portuguesa | 3 x 2  | São Paulo  | Rua Cesário Ramalho | 15 de novembro de 1938  | Amistoso                                    |
| Portuguesa | 3 x 0  | São Paulo  |                     | 3 de julho de 1938      | Amistoso                                    |
| Portuguesa | 4 x 1  | São Paulo  | Rua Cesário Ramalho | 6 de abril de 1938      | Amistoso                                    |
| São Paulo  | 0 x 1  | Portuguesa | Parque Antarctica   | 27 de janeiro de 1938   | Amistoso                                    |
| São Paulo  | 3 x 1  | Portuguesa | Parque Antarctica   | 16 de janeiro de 1938   | Amistoso                                    |
| Portuguesa | 1 x 3  | São Paulo  |                     | 6 de novembro de 1937   | Amistoso                                    |
| São Paulo  | 1 x 0  | Portuguesa | Parque Antarctica   | 30 de outubro de 1937   | Amistoso                                    |
| São Paulo  | 4 x 1  | Portuguesa |                     | 6 de janeiro de 1935    | Amistoso                                    |
| São Paulo  | 4 x 2  | Portuguesa |                     | 7 de outubro de 1934    | Torneio Amistoso                            |
| São Paulo  | 1 x 0  | Portuguesa | Chácara da Floresta | 29 de julho de 1934     | Campeonato Paulista                         |
| Portuguesa | 0 x 1  | São Paulo  | Rua Cesário Ramalho | 29 de abril de 1934     | Campeonato Paulista                         |
| São Paulo  | 2 x 0  | Portuguesa | Chácara da Floresta | 24 de setembro de 1933  | Campeonato Paulista / Torneio Rio-São Paulo |
| Portuguesa | 2 x 2  | São Paulo  | Rua Cesário Ramalho | 11 de junho de 1933     | Campeonato Paulista / Torneio Rio-São Paulo |
| Portuguesa | 2 x 4  | São Paulo  | Rua Cesário Ramalho | 1 de maio de 1932       | Campeonato Paulista                         |
| São Paulo  | 3 x 2  | Portuguesa |                     | 2 de abril de 1932      | Amistoso                                    |
| Portuguesa | 1 x 3  | São Paulo  | Rua Cesário Ramalho | 15 de novembro de 1931  | Campeonato Paulista                         |
| São Paulo  | 2 x 1  | Portuguesa | Chácara da Floresta | 27 de setembro de 1931  | Campeonato Paulista                         |
| São Paulo  | 5 x 1  | Portuguesa | Chácara da Floresta | 30 de novembro de 1930  | Campeonato Paulista                         |
| Portuguesa | 1 x 1  | São Paulo  | Chácara da Floresta | 6 de abril de 1930      | Campeonato Paulista                         |